# Sonja Jeannine
Sonja Jeannine, née le 9 mai 1956 à Vienne, est une actrice autrichienne.
Elle est aussi connue sous le nom de Jeannine Cutter

## Biographie
La carrière d'actrice de Jeannine a débuté au théâtre de la Löwinger-Bühne (de). Une représentation montrée à la télévision l'a ensuite menée à des engagements pour quelques-uns des films érotiques des Schulmädchen-Report, très populaires à l'époque. Après des essais dans des films de genre, y compris des productions internationales, le plus souvent italiennes, elle est revenue à la télévision et à la scène à partir de 1978. La dernière fois qu'on l'a vue à l'écran, c'était en 1984.
Dans les années 1980, elle a été engagée au Theater in der Josefstadt, où elle a rencontré en 1983 l'entrepreneur Richard Lugner, avec qui elle a eu une fille. La même année, elle a joué au Festival de Brégence dans Der Schwierige.
Peu après, Jeannine met fin à sa carrière d'actrice. Elle vit comme agent immobilier à Las Vegas, aux États-Unis.

## Filmographie

### Actrice de cinéma
- 1973 : Chaleurs profondes (Schulmädchen-Report. 5. Teil: Was Eltern wirklich wissen sollten) d'Ernst Hofbauer
- 1973 : Frau Wirtins tolle Töchterlein de Franz Antel
- 1973 : Libres jouissances (de) (Frühreifen-Report) d'Ernst Hofbauer
- 1973 : Lolita super sexy (de) (Schulmädchen-Report. 6. Teil: Was Eltern gern vertuschen möchten) d'Ernst Hofbauer
- 1973 : Ce que les étudiantes ne racontent pas (de) (Was Schulmädchen verschweigen) d'Ernst Hofbauer
- 1973 : Les Contes galants du trou de la serrure (de) (Schlüsselloch-Report) de Walter Boos (de)
- 1973 : Salopards en enfer (de) (Zinksärge für die Goldjungen) de Jürgen Roland
- 1974 : Wenn die prallen Möpse hüpfen (de) d'Ernst Hofbauer
- 1974 : Les Vierges des mers chaudes (Karate, Küsse, blonde Katzen) d'Ernst Hofbauer
- 1975 : Die gelbe Nachtigall (de) (TV) de Franz Antel
- 1975 : Trinita, une cloche et une guitare (de) (Zwei tolle Hechte – Wir sind die Größten) de Franz Antel
- 1975 : Les Mille et Un Plaisirs (it) (La verginella) de Mario Sequi
- 1975 : Le Filet (de) (Das Netz) de Manfred Purzer
- 1976 : Ab morgen sind wir reich und ehrlich de Franz Antel
- 1976 : I prosseneti de Brunello Rondi
- 1976 : Veuves excitées (it) (La figliastra) d'Edoardo Mulargia
- 1976 : Le Corsaire noir (Il corsaro nero) de Sergio Sollima
- 1977 : Mannaja, l'homme à la hache (Mannaja) de Sergio Martino

## Théâtre
- 1973 : Die drei Dorfheiligen – Löwinger-Bühne
- 1979 : Der Fehltritt –  Löwinger-Bühne
- 1980 : Der Mustergatte (d'Avery Hopwood), Aufzeichnung (Wiener Kammerspiele), avec Alfred Böhm et Senta Wengraf.
- 1979 : Lasst uns lügen
- 1982 : Der verkaufte Großvater - Löwinger-Bühne